# Băgara
Băgara (węg. Bogártelke) – wieś w Rumunii, w okręgu Kluż, w gminie Aghireșu. W 2011 roku liczyła 401 mieszkańców.